# Pulfero
Pulfero (tiếng Slovene: Podbonesec) là một đô thị ở tỉnh Udine trong vùng Friuli-Venezia Giulia thuộc Ý, có cự ly khoảng 60 km về phía tây bắc của Trieste và khoảng 20 km về phía đông bắc của Udine, tại biên giới với Slovenia. Tại thời điểm ngày 31 tháng 12 năm 2004, đô thị này có dân số 1.174 người và diện tích là 48,1 km².
Pulfero giáp các đô thị: Kobarid (Slovenia), Faedis, San Pietro al Natisone, Savogna di Cividale, Torreano.